# Ярослав Дмитрієв
Ярослав Дмитрієв (рос. Ярослав Дмитриев; нар. 25 червня 1988, Донецьк, Українська РСР) — російський футболіст українського походження, нападник естонського «Таллінна».

## Життєпис
Розпочинав грати в талліннскому клубі «Пуума». У 1999 році перейшов в «Аякс Ласнамяе» (Таллінн), за який виступав до 2006 року. У 2007-2010 році грав у клубі «Левадія» (Таллінн). Розпочав 2011 рік в «Аякс Ласнамяе», а закінчив в «Інфонеті». У 2013-2014 роках виступав у другому за силою естонському дивізіоні за «Пууму».
У 2013 році дискваліфікований на п'ять місяців за удар суперника в живіт.
У 2014 році довічно дискваліфікований за участь в договірних матчах. Згодом термін скоротили до грудня 2016 року.
У вищому дивізіоні чемпіонату Естонії в 2006, 2008-2012 роках провів 69 поєдинків, забив чотири м'ячі.
У 2017-2020 роках грав за «Маарду», у 2017 та 2018 роках — переможець першої ліги, в 2020 році — срібний призер турніру, у 2019 році грав зі своїм клубом у вищому дивізіоні. У 2021 році перейшов у ФК «Таллінн».

## Статистика виступів

### Клубна
| Рік  | Клуб              | Країна  | Рівень | Матчі | Голи |
| ---- | ----------------- | ------- | ------ | ----- | ---- |
| 2004 | «Аякс Ласнамяе-2» | Естонія | IV     | 14    | 2    |
| 2005 | «Аякс Ласнамяе»   | Естонія | II     | 31    | 15   |
| 2006 | «Аякс Ласнамяе»   | Естонія | I      | 34    | 3    |
| 2007 | «Левадія-2»       | Естонія | II     | 35    | 4    |
| 2008 | «Левадія»         | Естонія | I      | 14    | 0    |
| 2008 | «Левадія-2»       | Естонія | II     | 22    | 6    |
| 2009 | «Левадія»         | Естонія | I      | 3     | 0    |
| 2009 | «Левадія-2»       | Естонія | II     | 15    | 17   |
| 2010 | «Левадія»         | Естонія | I      | 4     | 1    |
| 2010 | «Левадія-2»       | Естонія | II     | 27    | 12   |
| 2011 | «Аякс Ласнамяе»   | Естонія | I      | 12    | 0    |
| 2011 | «Інфонет»         | Естонія | II     | 14    | 3    |
| 2011 | «Левадія-2»       | Естонія | III    | 1     | 1    |
| 2012 | «Аякс Ласнамяе»   | Естонія | I      | 0     | 0    |
| 2013 | «Пуума»           | Естонія | II     | 12    | 1    |
| 2014 | «Пуума»           | Естонія | II     | 2     | 0    |